# Logistica dei liquidi
La Logistica dei liquidi è una specifica area della logistica che si occupa dei prodotti liquidi e viene impiegata principalmente nel settore della "Catena di distribuzione dei liquidi".
Le tecniche logistiche standard si applicano a prodotti sfusi mentre i prodotti fluidi presentano delle peculiarità logistiche che non li rendono assimilabili a tali prodotti. Le principali caratteristiche che influenzano la gestione logistica dei liquidi sono le seguenti:
- La capacità dei liquidi di fluire dall'alto verso il basso consente di movimentarli senza ricorrere a propulsioni meccaniche o interventi umani.

- L'adattabilità dei liquidi alla forma del contenitore garantisce un alto livello di flessibilità nella progettazione dei sistemi di stoccaggio e permette di ottimizzare gli spazi vuoti.

- Una volta che il liquido si deposita nella cisterna, il suo livello indica in maniera automatica e continuativa la quantità di materiale in essa contenuta.

- Attraverso il cambiamento delle loro caratteristiche i liquidi forniscono informazioni che, se rilevate, indicano la qualità del liquido stesso.

- Le tecniche di logistica dei liquidi permettono di ridurre o eliminare molti dei rischi relativi alla sicurezza e alla incolumità. Apparecchiature come sensori di livello per i liquidi e flussometri riducono i rischi per la sicurezza fornendo direttamente misure accurate e quasi immediate sul movimento e sull'equilibrio del prodotto durante la catena di distribuzione. Anche i rischi per l'incolumità diminuiscono quando il movimento del prodotto è indipendente e monitorato durante il processo produttivo.

- In alcuni casi, i prodotti liquidi si prestano ad essere trattati anche lontano dall'impianto di produzione originario e quindi offrono l'opportunità di incrementare l'efficienza del flusso produttivo insieme a una maggiore flessibilità riguardo alla natura del prodotto al momento del consumo finale.

Questi fattori indicano le differenze fra la logistica dei liquidi e le tecniche logistiche utilizzate per i materiali sfusi. Se accuratamente studiate e gestite, queste differenze possono determinare vantaggi commerciali per le imprese che producono, movimentano, trattano o utilizzano liquidi.